# Schlacht bei Kanton (März 1841)
Kowloon – 1. Chuenpi – 1. Chusan – Damm – 2. Chuenpi – Humen – First Bar Island – Whampoa Island – Broadway – 1. Kanton – 2. Kanton – Sanyuanli – Amoy – 2. Chusan – Zhenhai – Ningbo – Ciqi – Zhapu – Wusong – Zhenjiang – Nerbudda
In der Schlacht von Kanton eroberte die britische Expeditionsflotte am 18. März 1841 während des Ersten Opiumkriegs die Dreizehn Faktoreien in Kanton, welche bis zur Unterbrechung der Handelsbeziehungen als Exporthafen für die europäischen Kaufleute gedient hatten. Durch diese und die vorausgegangenen militärischen Machtdemonstrationen konnten die Briten die örtlichen Qing-Befehlshaber zu einer Wiederaufnahme des Kanton-Handels bewegen.

## Hintergrund
Seit dem Ausbruch des Opiumkrieges hatte das britische Expeditionskorps unter dem Kommando des Generalbevollmächtigten Charles Elliot vor der strategisch wichtigen Handelsstadt Kanton mehrere Siege über die chinesischen See- und Küstenverteidigungstreitkräfte erzielt. Diese ermöglichten es durch den Zusammenbruch der chinesischen Küstenverteidigung, den Briten das Handelszentrum Kanton von der Seeseite anzusteuern. Der chinesische Befehlshaber Qishan, der nach der Schlacht von Chuenpi erfolglos versucht hatte, durch die Zugeständnisse in der Konvention von Chuenpi ein weiteres Vorgehen auf dem Weg der Diplomatie zu verhindern, wurde am 13. März verhaftet. Die weitere Verteidigung der Stadt sollte von den Generälen Yishan und Yang Fang übernommen werden, welche der Kaiser damit beauftragte, die Streitkräfte der Barbaren (Yi) zu vernichten. Yishan befand sich zu dem Zeitpunkt noch auf der Anreise außerhalb Guangdongs. Yang Fang war seit Februar in der Stadt anwesend. Chinesische Zeitgenossen vermerkten jedoch, dass Yang Fang keinerlei Anstrengungen oder Planungen für eine Gegenoffensive unternähme.

## Verlauf
Am 18. März 1841 drang eine britische Flotteneinheit bis zu den Dreizehn Faktoreien vor und konnte diese gegen den Widerstand des Qing-Militärs am selben Tag in Besitz nehmen. Zum Zeitpunkt der Schlacht hatten bereits 90 % der Bewohner die Stadt entgegen den Befehlen des Qing-Militärs verlassen.

## Folgen
Nach der Einnahme des von den Europäern verlassenen Handelsbezirks wandte sich Elliot an Yang Fang und forderte diesen auf, den Kantonhandel wieder zuzulassen, ansonsten würden sich die britischen Truppen nicht wieder aus der Stadt entfernen. Entgegen den Befehlen des Kaisers Daoguang ließ Yang Fang den Handel ab dem 21. März 1841 wieder zu.
In seinen Berichten an den Kaiser stellte er das Geschehen wahrheitswidrig als militärischen und politischen Erfolg dar. Yang Fang wurde nach der Schlacht seiner Titel enthoben, jedoch zur Bewährung in Kanton belassen. Daoguang rechnete damit, dass Yishan, dem 17.000 Soldaten zugeordnet waren, nach seinem Eintreffen die Briten aus Guangdong vertreiben würde.